# Strade provinciali della provincia di Taranto
Questo è un elenco delle strade provinciali presenti sul territorio della provincia di Taranto, e di competenza della provincia stessa.

## SP 1 - SP 10
| Numero | Percorso |
| ------ | --- |
|        | Ginosa - confine provinciale presso Montescaglioso (prosegue come SP Messapica della Provincia di Matera)             |
|        | Strada Statale 106 Jonica - SP ex SS 580                                                                              |
|        | SP 1 - SP 2 |
|        | SP ex SS 580 - SP 2                                                                                                   |
|        | Ginosa - confine provinciale presso Montescaglioso (prosegue come SP Montescaglioso-Ginosa della Provincia di Matera) |
|        | Laterza - SP 5 |
|        | SP ex SS 580 - SP 8                                                                                                   |
|        | Laterza - Strada Statale 106 Jonica                                                                                   |
|        | SP 8 - SP 10 |
|        | SP 2 - SP 13 |

## SP 11 - SP 20
| Numero | Percorso |
| ------ | --- |
|        | SP 2 - SP 12 |
|        | Strada Statale 106 Jonica - SP 13                                                                                               |
|        | Strada statale 7 via Appia - Castellaneta Marina                                                                                |
|        | Strada statale 7 via Appia - SP 12                                                                                              |
|        | Laterza - Strada statale 7 via Appia                                                                                            |
|        | Laterza - SP 15 |
|        | SP 19 - confine provinciale presso Santeramo in Colle (prosegue come SP 176 della Città Metropolitana di Bari)                  |
|        | Laterza - Strada statale 7 via Appia                                                                                            |
|        | Laterza - confine provinciale presso Santeramo in Colle (prosegue come SP 128 della Città Metropolitana di Bari)                |
|        | Strada statale 7 via Appia - confine provinciale presso Gioia del Colle (prosegue come SP 15 della Città Metropolitana di Bari) |

## SP 21 - SP 30
| Numero | Percorso |
| ------ | --- |
|        | SP 22 - confine provinciale presso Gioia del Colle (prosegue come SP 104 della Città Metropolitana di Bari)     |
|        | SP 23 - confine provinciale presso Matera (prosegue come SP Matera-Gravina in Puglia della Provincia di Matera) |
|        | Strada statale 7 via Appia - Strada Statale 100 di Gioia del Colle                                              |
|        | Mottola - SP 26                                                                                                 |
|        | Palagianello - SP 23                                                                                            |
|        | Mottola - SP 26                                                                                                 |
|        | Strada Statale 100 di Gioia del Colle - SP 26                                                                   |
|        | Mottola - confine provinciale presso Noci (prosegue nella Città Metropolitana di Bari)                          |
|        | Strada Statale 100 di Gioia del Colle - SP 29                                                                   |

## SP 31 - SP 40
| Numero | Percorso                                                           |
| ------ | ------------------------------------------------------------------ |
|        | Palagiano - SP 103                                                 |
|        | Mottola - SP 41                                                    |
|        | Massafra - SP 32                                                   |
|        | Palagiano - Massafra                                               |
|        | Massafra - Strada Statale 106 Jonica                               |
|        | Massafra - Strada Statale 106 Jonica                               |
|        | Strada Statale 106 Jonica - SP 38                                  |
|        | Massafra - Strada Statale 106 Jonica                               |
|        | Palagiano - Strada Statale 106 Jonica - Strada statale 7 via Appia |
|        | Massafra - Strada statale 7 via Appia                              |

## SP 41 - SP 50
| Numero | Percorso                                                                                                |
| ------ | --- |
|        | SP ex SS 581 - confine provinciale presso Noci (prosegue come SP 211 della Città metropolitana di Bari) |
|        | Massafra - SP 48                                                                                        |
|        | SP ex SS 581 - SP 42                                                                                    |
|        | Strada Statale 172 dei Trulli - SP ex SS 581                                                            |
|        | Crispiano - Strada Statale 172 dei Trulli                                                               |
|        | Statte - Strada Statale 172 dei Trulli                                                                  |
|        | SP 48 - SP 46                                                                                           |
|        | Taranto - Strada Statale 172 dei Trulli                                                                 |
|        | Martina Franca - SP 48                                                                                  |
|        | Crispiano - SP 51                                                                                       |

## SP 51 - SP 60
| Numero | Percorso |
| ------ | --- |
|        | Strada Statale 172 dei Trulli - SP ex SS 581 |
|        | SP ex SS 581 - SP 53 |
|        | SP 60 - SP 237 |
|        | SP 53 - SP 56 |
|        | SP 56 - confine provinciale presso Alberobello (prosegue nel territorio della Città Metropolitana di Bari)                                           |
|        | Martina Franca - confine provinciale presso Noci (prosegue come SP 34 della Città Metropolitana di Bari)                                             |
|        | SP 53 - SP 58 |
|        | Martina Franca - Strada Statale 172 dei Trulli |
|        | Confine provinciale presso Locorotondo - confine provinciale presso Alberobello (inizia e prosegue nel territorio della Città Metropolitana di Bari) |
|        | Martina Franca - SP 56 |

## SP 61 - SP 70
| Numero | Percorso |
| ------ | --- |
|        | Martina Franca - confine provinciale presso Cisternino (prosegue come SP 13 della Provincia di Brindisi)          |
|        | Martina Franca - confine provinciale presso Ostuni (prosegue come SP 14 della Provincia di Brindisi)              |
|        | SP ex SS 581 - SP 62                                                                                              |
|        | Martina Franca - SP 65 - SP ex SS 581                                                                             |
|        | SP ex SS 581 - SP 66                                                                                              |
|        | Martina Franca - confine provinciale presso Villa Castelli (prosegue nel territorio del comune di Villa Castelli) |
|        | SP 66 - SP 72 |
|        | Martina Franca - SP 67                                                                                            |
|        | Strada Statale 172 dei Trulli - SP 71                                                                             |
|        | Strada Statale 172 dei Trulli - SP 66                                                                             |

## SP 71 - SP 80
| Numero | Percorso                                                                                                 |
| ------ | --- |
|        | Grottaglie - Strada Statale 172 dei Trulli                                                               |
|        | Grottaglie - SP 66 - SP 71                                                                               |
|        | Grottaglie - confine provinciale presso Villa Castelli (prosegue come SP 24 della Provincia di Brindisi) |
|        | Grottaglie - Montemesola                                                                                 |
|        | Montemesola - Strada Statale 172 dei Trulli                                                              |
|        | Montemesola - SP 71                                                                                      |
|        | Montemesola - Taranto Paolo VI                                                                           |
|        | Strada Statale 7 ter Salentina - Taranto Paolo VI(anche nota come Circurmarpiccolo)                      |
|        | SP 86 - SP 87                                                                                            |
|        | Monteiasi - SP 74                                                                                        |

## SP 81 - SP 90
| Numero | Percorso |
| ------ | --- |
|        | Carosino - Monteiasi |
|        | San Giorgio Jonico - Monteiasi                                                                                                 |
|        | Monteiasi - Grottaglie |
|        | Carosino - Grottaglie |
|        | Strada Statale 106 Jonica - SP 31                                                                                              |
|        | Sava - Grottaglie |
|        | Fragagnano - San Marzano di San Giuseppe                                                                                       |
|        | San Marzano di San Giuseppe - confine provinciale presso Francavilla Fontana (prosegue come SP 52 della Provincia di Brindisi) |
|        | Fragagnano - SP 86 |
|        | Fragagnano - SP ex SS 603 |

## SP 91 - SP 100
| Numero | Percorso |
| ------ | --- |
|        | Carosino - SP 79                                                                                            |
|        | Carosino - Strada Statale 7 ter Salentina - SP 90                                                           |
|        | Sava - confine provinciale presso Francavilla Fontana (prosegue come SP 53 della Provincia di Brindisi)     |
|        | Sava - Stazione di Sava                                                                                     |
|        | Manduria - SP 94                                                                                            |
|        | Manduria - confine provinciale presso Francavilla Fontana (prosegue come SP 54 della Provincia di Brindisi) |
|        | Manduria - confine provinciale presso Oria (prosegue come SP 57 della Provincia di Brindisi)                |
|        | Manduria - confine provinciale presso Oria (prosegue come SP 59 della Provincia di Brindisi)                |
|        | Taranto - Capo San Vito                                                                                     |
|        | Taranto - SP 102                                                                                            |

## SP 101 - SP 110
| Numero    | Percorso                                 |
| --------- | ---------------------------------------- |
|           | Taranto - Talsano                        |
|           | Taranto - Pulsano                        |
|           | Strada Statale 106 Jonica - SP 39        |
|           | Talsano - Strada Statale 7 ter Salentina |
|           | Taranto - SP 110                         |
|           | SP 105 - SP 107                          |
|           | Faggiano - Talsano                       |
|           | Pulsano - SP 107                         |
|           | Pulsano - San Giorgio Jonico             |
|           | SP 109 - SP 112                          |
| SP110 dir | SP 110 - SP 109                          |

## SP 111 - SP 120
| Numero | Percorso                                                                                                 |
| ------ | --- |
|        | Faggiano - Pulsano                                                                                       |
|        | Pulsano - Lizzano                                                                                        |
|        | San Giorgio Jonico - Faggiano                                                                            |
|        | Roccaforzata - SP 116                                                                                    |
|        | Lizzano - Strada Statale 7 ter Salentina                                                                 |
|        | Fragagnano - Lizzano                                                                                     |
|        | Fragagnano - SP 118                                                                                      |
|        | Sava - Lizzano                                                                                           |
|        | Martina Franca - confine provinciale presso Cisternino (prosegue come SP 12 della Provincia di Brindisi) |
|        | Pulsano - SP 122                                                                                         |

## SP 121 - SP 130
| Numero | Percorso |
| ------ | --- |
|        | Pulsano - SP 122 |
|        | Litoranea Marina di Leporano - confine provinciale presso Porto Cesareo (prosegue come SP 340 della Provincia di Lecce) |
|        | Pulsano - Monacizzo |
|        | Lizzano - SP 122 |
|        | Lizzano - SP 123 |
|        | Monacizzo - SP 125 |
|        | Monacizzo - SP 122 |
|        | Torricella - Lizzano |
|        | Sava - Torricella - SP 122                                                                                              |
|        | Torricella - Maruggio                                                                                                   |

## SP 131 - SP 140
| Numero | Percorso                           |
| ------ | ---------------------------------- |
|        | Maruggio - Monacizzo               |
|        | Maruggio - SP 122                  |
|        | SP 129 - SP 134                    |
|        | Sava - Maruggio                    |
|        | Sava - Uggiano Montefusco - SP 136 |
|        | Manduria - Maruggio - Campomarino  |
|        | Manduria - SP 122                  |
|        | Avetrana - SP 137                  |
|        | Avetrana - SP 141                  |
|        | Pulsano - SP 122                   |

## SP 141 - SP 150
| Numero | Percorso                                                                                               |
| ------ | --- |
|        | Maruggio - confine provinciale presso Porto Cesareo (prosegue come SP 116 della Provincia di Lecce)    |
|        | Manduria - Avetrana                                                                                    |
|        | Avetrana - confine provinciale presso Erchie (prosegue come SP 64 della Provincia di Brindisi)         |
|        | Avetrana - confine provinciale presso Salice Salentino (prosegue come SP 107 della Provincia di Lecce) |
|        | Avetrana - confine provinciale presso Nardò (Innesto nella SP 219 della Provincia di Lecce)            |

## SP ex SS
Questo è invece un elenco delle strade statali diventate provinciali ai sensi del decreto legislativo n. 112 del 1998, presenti sul territorio della provincia di Taranto.
| Numero | Percorso |
| ------ | --- |
|        | San Giorgio Jonico - Grottaglie                                                                              |
|        | Manduria - confine provinciale presso Porto Cesareo (prosegue come SP 359 della Provincia di Lecce)          |
|        | Mottola - confine provinciale presso Noci (prosegue come SP 237 della Città Metropolitana di Bari)           |
|        | Laterza - Strada Statale 106 Jonica                                                                          |
|        | Massafra - Martina Franca                                                                                    |
|        | Carosino - confine provinciale presso Francavilla Fontana (prosegue come SP 103 della Provincia di Brindisi) |